# منبر قراءة

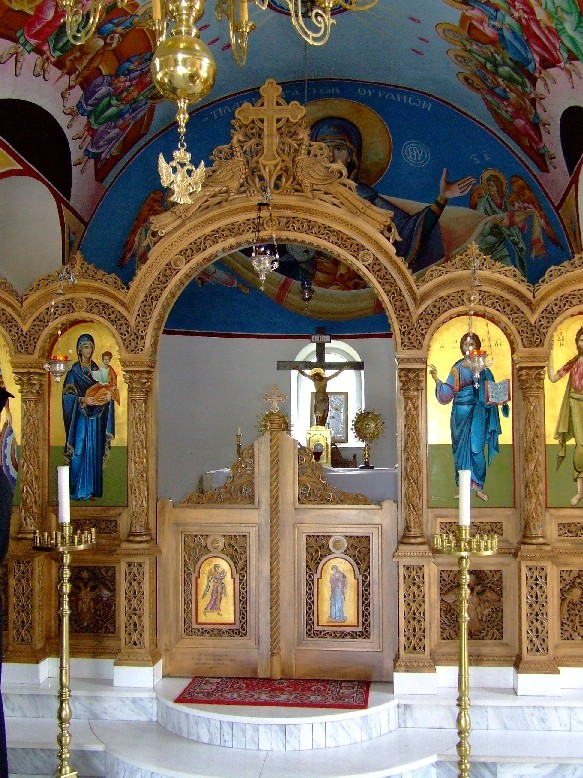

منبر القراءة منبر أو منصة مرتفعة للقراءة في الكنائس المسيحية المبكرة.